# Linia kolejowa Častolovice – Solnice
Linia kolejowa Častolovice – Solnice – jednotorowa, niezelektryfikowana linia kolejowa w Czechach. Łączy Častolovice i Solnice. W całości znajduje się w kraju hradeckim.
Wiosną 2015 roku na linii rozpoczęto prace modernizacyjne.

## Ruch pociągów
Według rozkładu 2014/2015, do miejscowości Rychnov nad Kněžnou prowadzony jest regularny ruch pociągów osobowych (wagonów motorowych) z węzła w miejscowości Častolovice. Pociągi do miejscowości Solnice służą dowozowi pracowników do zakładu koncernu Škoda Auto w przyległej do stacji końcowej miejscowości Kvasiny i kursują tylko w godzinach dostosowanych do rozpoczęcia i zakończenia zmian roboczych w zakładzie. Do fabryki kursują również pociągi towarowe.